# Domenico Cotugno

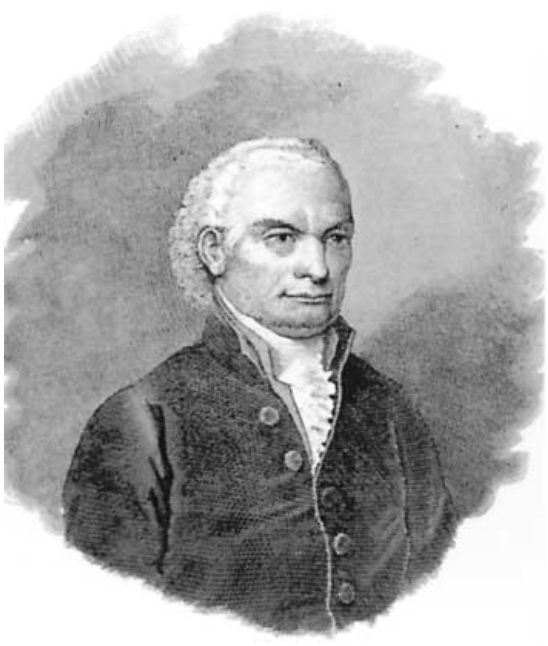
Domenico Cotugno.

De aquaeductibus auris humanae internae anatomica dissertatio, 1775.

Domenico Felice Antonio Cotugno, född 29 januari 1736 i Ruvo di Puglia, död 6 oktober 1822 i Neapel, var en italiensk anatom.
Cotugno studerade vid universitetet i Neapel, där han slutligen blev anatomie professor. Både som lärare i anatomi och som läkare åtnjöt han mycket stort anseende. Bland hans skrifter märks De aquæ ductibus auris humanæ internæ (1761).